# Fannia flavibasis
Fannia flavibasis är en tvåvingeart som först beskrevs av Stein 1898.  Fannia flavibasis ingår i släktet Fannia och familjen takdansflugor. Inga underarter finns listade i Catalogue of Life.